# Red Krayola
Red Krayola (изначально Red Crayola) — американская авант-рок-группа из Хьюстона, штат Техас, образованная в 1966 году. В оригинальное трио входили: вокалист/гитарист Майо Томпсон, барабанщик Фредерик Бартельми и басист Стив Каннингем.
Группа была частью техасской психоделической музыкальной сцены 1960-х годов и подписала контракт с независимым лейблом International Artists, впоследствии став партнёрами по лейблу с 13th Floor Elevators. Их конфронтационный, экспериментальный подход включал шум и свободную импровизацию. Группа распалась в конце 1960-х, но была возрождена в конце 1970-х, когда Томпсон переехал в Англию и снискал популярность на постпанк-сцене.
С тех пор Томпсон продолжает использовать это имя в его юридически измененном написании для выступлений или релизов в США для своих музыкальных проектов. Группа выпустила записи на европейских лейблах, таких как Rough Trade и Recommended Records. В середине 1990-х Томпсон вернулся в США, подписал контракт с Drag City и выпустил еще несколько альбомов. Red Krayola оказали влияние на ряд основополагающих альт-рок-исполнителей, таких как MGMT, Osees, Ty Segall, Primal Scream, и Animal Collective. Galaxie 500, Spacemen 3 и The Cramps перепевали их песни.

## Дискография
Смотри статью «Дискография Red Krayola» в англ. разделе.
- The Parable of Arable Land (1967)
- God Bless the Red Krayola and All Who Sail With It (1968)
- Soldier-Talk (1979)
- Three Songs on a Trip to the United States (1983)
- Malefactor, Ade (1989)
- The Red Krayola (1994)
- Coconut Hotel (1995, recorded 1967)
- Hazel (1996)
- Fingerpainting (1999)
- Introduction (2006)